# Gieten
Gieten (53° 00′ N, 6° 46′ L) é uma cidade dos Países Baixos, na província de Drente. Gieten pertence ao município de Aa en Hunze, e está situada a 13 km, a leste de Assen.
Em 2001, a cidade de Gieten tinha 4175 habitantes. A área urbana da cidade é de 2.1 km², e tem 1778 residências. 
A área de Gieten, que também inclui as partes periféricas da cidade, bem como a zona rural circundante, tem uma população estimada em 5360 habitantes.